# Herz-Jesu-Kirche (Bergisch Gladbach)

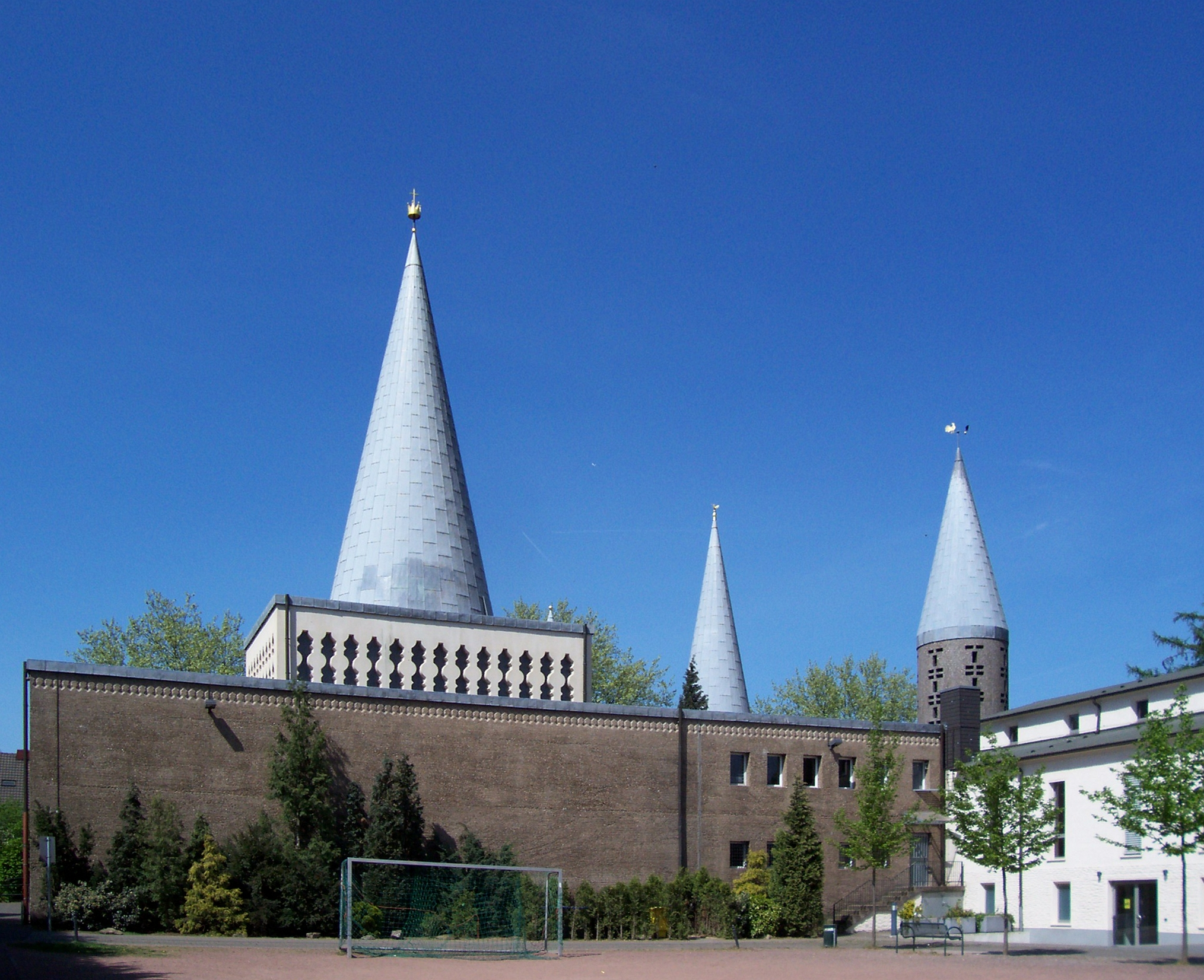
Von der Rückseite der Kirche sichtbar sind die kleinen Maßwerkfenster sowie der große Kegelturm auf dem ornamentalen Quader über dem Altar

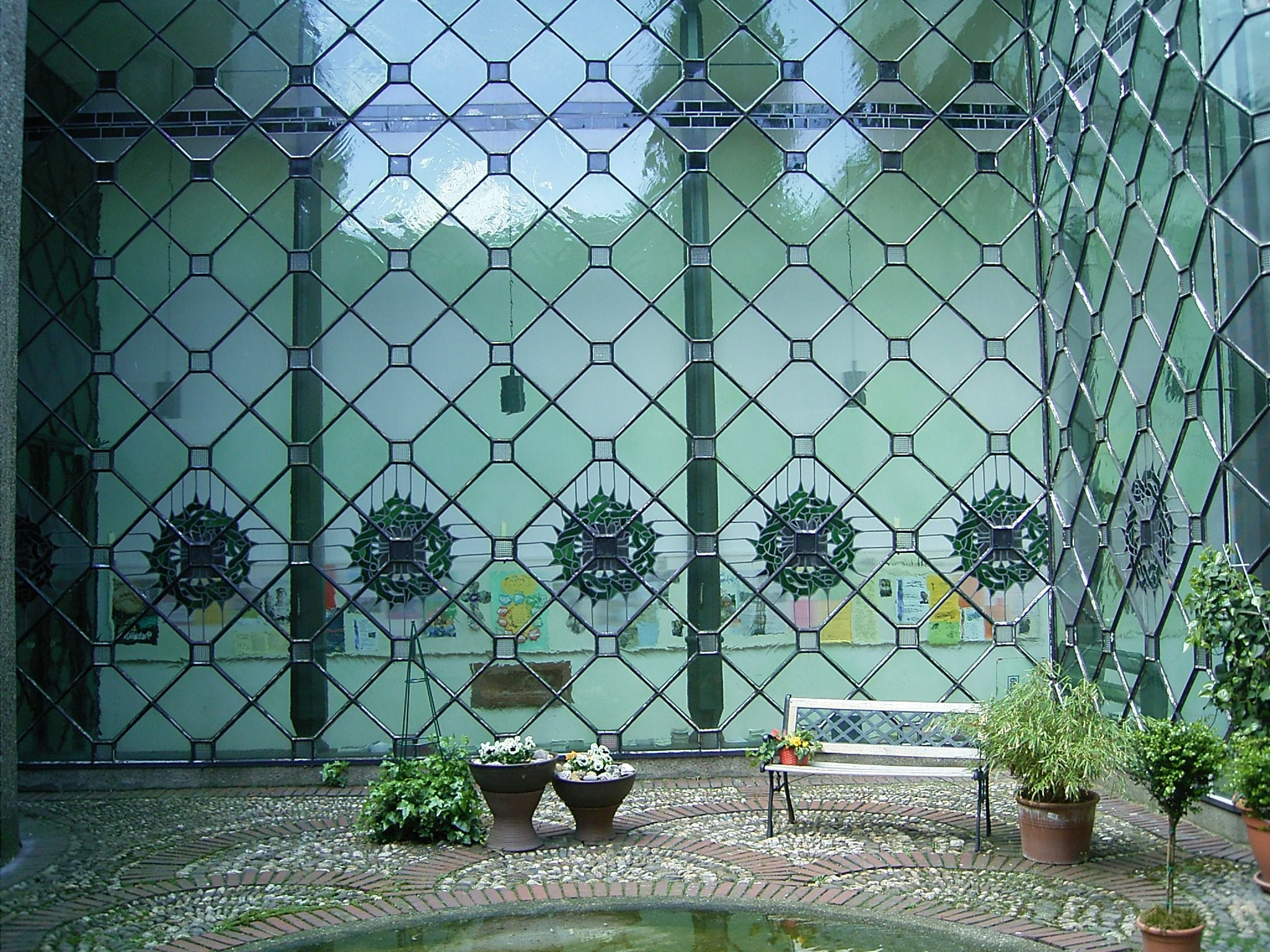
Ein verglastes Atrium führt ins Innere der Kirche.

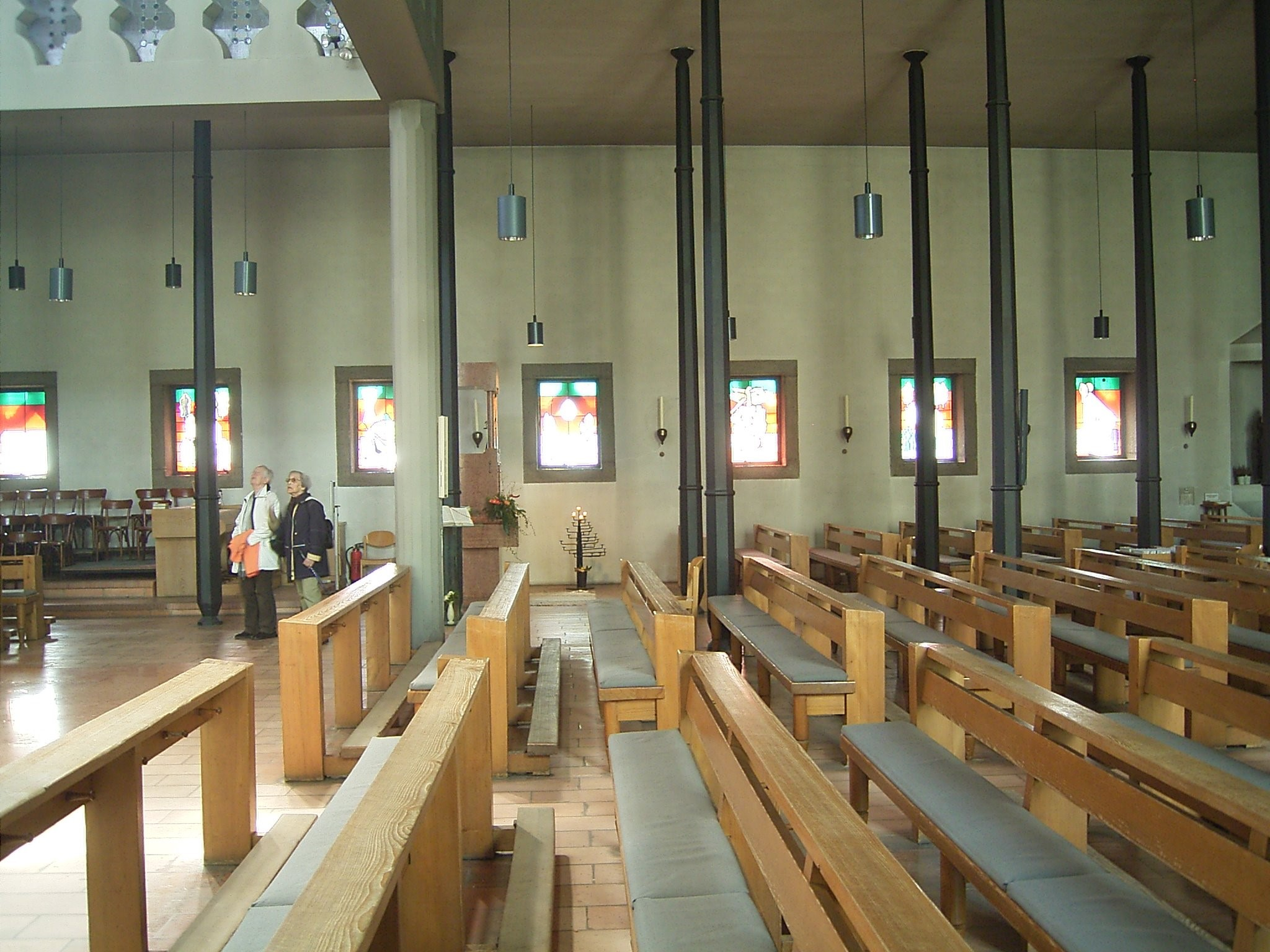
Dünne Metallsäulen stützen den schlichten Innenraum.

Die Herz-Jesu-Kirche oder einfach Herz Jesu ist die Pfarrkirche der katholischen Kirchengemeinde Schildgen in Bergisch Gladbach. Der zentral an der Altenberger-Dom-Straße gelegene Bau wurde 1959 bis 1960 nach einem Entwurf des Architekten Gottfried Böhm erbaut und am 1. Oktober 1960 geweiht. Der Kirchenbau ist eines der bekanntesten Beispiele aus Böhms Serie von „sakralen Hofhäusern“, die seit 1955 entstanden und bei denen die eigentlichen Kirchengebäude hinter hohen Mauern verborgen liegen.
Die Pfarrei gehört gemeinsam mit den Pfarreien St. Clemens in Paffrath und St. Konrad in Hand zur Katholischen Pfarreiengemeinschaft Bergisch Gladbach-West im Kreisdekanat Rheinisch-Bergischer Kreis des Erzbistums Köln.

## Baubeschreibung
Von außen ist die Kirche von einer fünf Meter hohen Mauer aus grobkörnigem Beton umgeben, die auf dem oberen Rand mit einem Ornamentfries abschließt. Die Betonfront ist unterbrochen von kleinen Maßwerkfenstern. Über dem Mauereingang steht eine Statue von St. Sebastianus in einem kegelförmig abschließenden Schrein.
Der Eingangskegel ist der kleinste von insgesamt sechs von außen deutlich sichtbaren Kegeldächern, die den Glockenturm, die Taufkapelle, zwei Beichtstühle und den Altarbereich kennzeichnen. Der Glockenturm wurde wie die Außenwände aus einem Stück gegossen. Die Außenmauer umschließt neben dem im Hof stehenden Turm, der kleinen Christophorus-Kapelle und der Kirche auch einen älteren Bau, der als Pfarrsaal genutzt wird.
Ein verglastes Atrium, das die Taufkapelle enthält, führt über das Seitenschiff mit zwei Beichtkapellen ins saalartige Innere der Kirche. Rundum wird der Raum von schlanken achtkantigen Säulen aus Gusseisen gestützt. Über dem Chor öffnet sich die Decke; auf vier Betonsäulen steht ein von Ornamenten durchbrochener Mauerquader, der nach oben zum größten der sechs Kegeltürme führt und Tageslicht in den Altarraum lässt.
Während sich dem Betrachter unter anderem durch die ornamentale Gestaltung, die Maßwerkfenster und den schlichten Innenraum der Eindruck von orientalischen Bauwerken aufdrängt, erinnert sich der Architekt selbst eher daran, von den Sandburgen seiner Kinder zu den Kegeltürmen inspiriert worden zu sein.
Wie bei vielen Betonbauten dieser Epoche hielt das Baumaterial der Witterung nicht langfristig stand. 1987 wurde eine umfassende Renovierung der Kirche veranlasst, bei der Türme und Außenmauern mit gekupfertem Blei abgedeckt wurden. Die vertikalen Betonmauern wurden mit einer aufwendigen Methode restauriert, bei der u. a. die Mauerfläche schuppenartig abgetragen und nach elektrochemischer Behandlung des Untergrunds wieder aufgebracht wird.

## Kirchenfenster
Die Fensterwände um das Atrium und das Fensterband um den Altarraum sind Ornamentfenster von Gottfried Böhm aus dem Jahr 1961. Alle übrigen 13 Bleiglasfenster, ebenfalls von 1961, sind Werke von Robert Rexhausen. In ihrer Gesamtheit stellen die Rexhausen-Fenster einen Zyklus auf den Psalm 103 dar. Sieben davon befinden sich in der Wand des Seitenschiffs und sechs weitere in der Rückwand.

## Orgel
Die Orgel wurde 1991 von der Orgelbaufirma Schulte aus Kürten neu erbaut. Das Schleifladen-Instrument hat 25 Register auf zwei Manualen und Pedal. Die Spieltrakturen sind mechanisch, die Registertrakturen sind elektrisch.

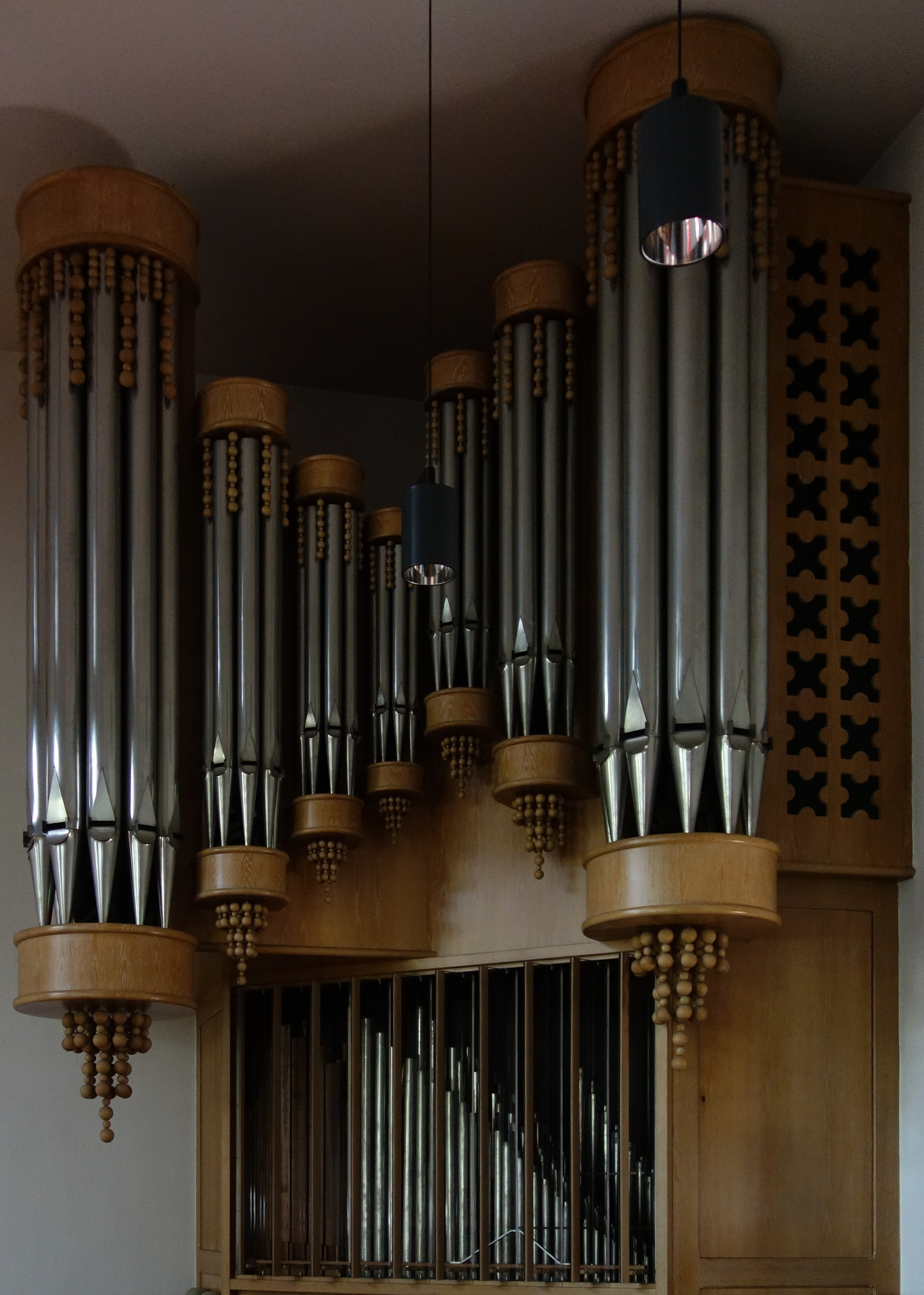
Orgel

| I Hauptwerk C– |                 |       |
| 1.             | Bordun          | 16′   |
| 2.             | Prinzipal       | 8′    |
| 3.             | Rohrflöte       | 8′    |
| 4.             | Oktave          | 4′    |
| 5.             | Blockflöte      | 4′    |
| 6.             | Schweizerpfeife | 2′    |
| 7.             | Larigot         | 1 ⁄3′ |
| 8.             | Mixtur          |       |
| 9.             | Trompete        | 8′    |

| II Schwellwerk C– |               |        |
| 10.               | Holzgedackt   | 8′     |
| 11.               | Fugara        | 8′     |
| 12.               | Voix celeste  | 8′     |
| 13.               | Flute travers | 4′     |
| 14.               | Salicet       | 4′     |
| 15.               | Quinte        | 2 ⁄3′  |
| 16.               | Prinzipal     | 2′     |
| 17.               | Terz          | 1 3⁄5′ |
| 18.               | Scharff       |        |
| 19.               | Basson        | 8′     |
| 20.               | Hautbois      | 8′     |

| Pedal C– |             |     |
| 21.      | Subbass     | 16′ |
| 22.      | Oktavbass   | 8′  |
| 23.      | Gedecktbass | 8′  |
| 24.      | Choralbass  | 4′  |
| 25.      | Posaune     | 16′ |

- Koppeln: II/I, I/P, II/P

## Glocken
Im Glockenturm hängt ein fünfstimmiges Glockengeläut aus zwei Glockengießereien:
| Glocke | Name          | Gießer                                                         | Gussjahr | Gewicht | Durchmesser | Schlagton |
| ------ | ------------- | -------------------------------------------------------------- | -------- | ------- | ----------- | --------- |
| 1      | Christophorus | Wolfgang Hausen Mabilon, Glockengießerei Mabilon, Saarburg     | 1961     | 540 kg  | 960 mm      | gis′+4    |
| 2      | Pius X.       | Wolfgang Hausen Mabilon, Glockengießerei Mabilon, Saarburg     | 1960     | 310 kg  | 800 mm      | h′+3      |
| 3      | Herz Jesu     | Hans Hüesker, Glockengießerei Petit & Gebr. Edelbrock, Gescher | 1950     | 180 kg  | 690 mm      | cis″+4    |
| 4      |               | Hans Hüesker, Glockengießerei Petit & Gebr. Edelbrock, Gescher | 1950     | 135 kg  | 610 mm      | dis″+4    |
| 5      |               | Hans Hüesker, Glockengießerei Petit & Gebr. Edelbrock, Gescher | 1951     | 082 kg  | 520 mm      | fis″+1    |

## Baudenkmal
Die Kirche ist unter der Nr. 166 als Baudenkmal in die Liste der Baudenkmäler in Bergisch Gladbach eingetragen.